# Wysposorek
Wysposorek (Nesiotites) – rodzaj wymarłego ssaka z podrodziny ryjówek (Soricinae) w rodzinie ryjówkowatych (Soricidae).

## Występowanie
Rodzaj obejmował gatunki występujące na Balearach, Korsyce i Sardynii.

## Systematyka

### Etymologia
Nesiotites: gr. νησιωτικος nēsiōtikos „z wyspy”.

### Podział systematyczny
Do rodzaju należały następujące gatunki:
- Nesiotites corsicanus (Bate, 1944) – wysposorek korsykański
- Nesiotites hidalgo Bate, 1945 – wysposorek balearski
- Nesiotites similis (Hensel, 1855) – wysposorek sardyński